# Rue Pernelle (ancienne)
La rue Pernelle est une ancienne voie de Paris qui était située dans l'ancien 9e arrondissement (actuel 4e arrondissement) et qui a disparu lors de l'ouverture de la rue de Lobau en 1838.

## Origine du nom
L'origine du nom n'est pas indiquée dans les ouvrages.

## Situation
Située dans l'ancien 9e arrondissement, quartier de l'Hôtel-de-Ville, la rue Pernelle commençait aux 74-76, quai de la Grève et finissait aux 145-147, rue de la Mortellerie.
Les numéros de la rue étaient noirs. Il y avait un seul numéro impair, le no 1, et un seul numéro pair, le no 2.

## Historique
Elle est citée dans Le Dit des rues de Paris de Guillot de Paris sous le nom « ruele de Saine ».
On la trouve dans les siècles suivants sous les noms de « ruelle du Port-au-Blé », de « rue Perronnelle », « rue Prunier » et « rue Pernelle ».
Une décision ministérielle du 13 thermidor an VI (31 juillet 1798), signée François de Neufchâteau, fixe la moindre largeur de cette voie publique à 6 mètres.
La rue de la Levrette, qui en faisait la prolongation jusqu'à la rue du Martroi-Saint-Jean, porta également ce nom.
En 1838, lors des travaux de restauration et d'agrandissement de l'hôtel de ville de Paris et la restructuration du quartier et des rues alentour, la rue Pernelle est fusionnée dans une nouvelle voie.
Le ministre de l'Intérieur, Camille Bachasson, comte de Montalivet, fait rapport au roi le 14 décembre 1838 d'une demande du préfet de la Seine, Claude Philibert Barthelot de Rambuteau :
« Plusieurs des rues qui entourent l'hôtel de ville de Paris portent des noms bizarres et insignifiants, M. le préfet de la Seine pense qu'il conviendrait de profiter de la reconstruction de ce monument pour changer ces noms, et y substituer ceux d'hommes qui ont rendu d'éminents services à la ville de Paris, ou contribué à son embellissement. Parmi eux, on doit distinguer surtout l'illustre guerrier que la France vient de perdre, qui pendant huit ans a commandé la garde nationale de Paris avec tant de zèle et de succès, et dont le souvenir glorieux se liera désormais à l'histoire de cette ville.
Le préfet demande que le nom de Lobau soit donné à la rue bordant la façade orientale de l'hôtel de ville, et formée des trois rues actuellement dénommées Pernelle, de la Levrette et du Tourniquet. »
Le roi accepte le jour même que la nouvelle voie soit dénommée rue de Lobau.